# Aleksa Cimerman
Aleksa Cimerman, slovenska mikrobiologinja, * 26. april 1933, Ljubljana, † december 2017.

## Življenje in delo
Po diplomi 1957 na ljubljanski Prirodoslovno-matematično-filozofski fakulteti je 1975 doktorirala na Biotehniški fakulteti v Ljubljani. Leta 1958 se je zaposlila na Kemijskem inštitutu Boris Kidrič v Ljubljani, kjer je delala na področju industrijske mikrobiologije, fermentacijske proizvodnje, biotehnologije citronske kisline, posvetila pa se je tudi raziskovanju glive Aspergillus niger. Sama ali v soavtorstvu je v domačih in tujih strokovnih revijah objavila več kot 40 člankov, sodelovala je tudi v terminološki skupini pri izdelavi Mikrobiološkega slovarja. (COBISS)

## Nagrade
Leta 1983 je s soavtorji prejela Nagrado Sklada Borisa Kidriča za biološke, biokemijske in biotehnološke raziskave glive Aspergillus niger .